# Guvernul Lascăr Catargiu (4)
Guvernul Lascăr Catargiu (4) a fost un consiliu de miniștri care a guvernat România în perioada 27 noiembrie 1891 - 3 octombrie 1895.

## Componența
- Președintele Consiliului de Miniștri

Lascăr Catargiu (27 noiembrie 1891 - 3 octombrie 1895)
- Ministrul de interne

Lascăr Catargiu (27 noiembrie 1891 - 3 octombrie 1895)
- Ministrul de externe

Alexandru N. Lahovari (27 noiembrie 1891 - 3 octombrie 1895)
- Ministrul finanțelor

Alexandru Știrbei (27 noiembrie - 18 decembrie 1891)
Menelas Ghermani (18 decembrie 1891 - 3 octombrie 1895)
- Ministrul justiției

Dimitrie C. Sturdza-Scheianu (27 noiembrie - 18 decembrie 1891)
Alexandru Marghiloman (18 decembrie 1891 - 3 octombrie 1895)
- Ministrul de război

General Iacob Lahovari (27 noiembrie 1891 - 22 februarie 1894)
ad-int. Lascăr Catargiu (22 februarie - 12 iunie 1894)
General Constantin Poenaru (12 iunie 1894 - 3 octombrie 1895)
- Ministrul cultelor și instrucțiunii publice

Take Ionescu (27 noiembrie 1891 - 3 octombrie 1895)
- Ministrul lucrărilor publice

Constantin Olănescu (27 noiembrie 1891 - 3 octombrie 1895)
- Ministrul agriculturii, industriei, comerțului și domeniilor

General George Manu (27 noiembrie - 18 decembrie 1891)
Petre P. Carp (18 decembrie 1891 - 3 octombrie 1895)

## Sursa
- Stelian Neagoe - "Istoria guvernelor României de la începuturi - 1859 până în zilele noastre - 1995" (Ed. Machiavelli, București, 1995)

| Precedat(ă) de: Guvernul Ioan Em. Florescu (2) | Guvernul Lascăr Catargiu (4) 27 noiembrie 1891 - 3 octombrie 1895 | Succedat(ă) de: Guvernul Dimitrie A. Sturdza (1) |